# خافيير سانشيز (لاعب كرة قدم)
خافيير سانشيز (بالإسبانية: Javier Sánchez Galindo)‏ (26 نوفمبر 1947 بمدينة مكسيكو في المكسيك - ) هو لاعب كرة قدم مكسيكي في مركز الدفاع، شارك في الألعاب الأولمبية الصيفية 1968. وشارك مع منتخب المكسيك لكرة القدم. أما مع النوادي، فقد لعب مع كروز آزول ونادي أمريكا ونادي غوادالاخارا وDeportivo Neza ‏.

## وصلات خارجية
- خافيير سانشيز على موقع قاعدة بيانات كرة القدم.إي يو (الإنجليزية)
- خافيير سانشيز على موقع ناشيونال فوتبول تيمز (الإنجليزية)
- خافيير سانشيز على موقع أوليمبيديا (الإنجليزية)